# Trey McKinney-Jones
Trey McKinney-Jones (Milwaukee, Wisconsin, 27 de agosto de 1990) es un baloncestista estadounidense que pertenece a la plantilla de los Gunma Crane Thunders de la B.League japonesa. Con 1,96 metros de estatura, juega en la posición de escolta. Es sobrino del que fuera también jugador profesional Mark Jones.

## Trayectoria deportiva

### Universidad
Jugó  dos temporadas con los UMKC de la Universidad de Misuri-Kansas City, en las que promedió 7,2 puntos, 3,2 rebotes y 1,6 asistencias por partido, tras las cuales fue transferido a los Hurricanes de la Universidad de Miami, donde tras cumplir el preceptivo año en blanco que impone la NCAA en los traspasos universitarios, jugó otras dos temporadas, en las que promedió 8,1 puntos, 3,4 rebotes y 1,5 asistencias por partido. En su última temporada fue incluido en el segundo mejor quinteto de la Atlantic Coast Conference.

### Profesional
Tras no ser elegido en el Draft de la NBA de 2013, el 30 de septiembre firmó contrato con milwaukee Bucks para disputar la pretemporada, siendo posteriormente despedido tras disputar dos partidos de preparación. Fue poco después fichado por los Fort Wayne Mad Ants de la NBA D-League, donde en su primera temporada como profesional promedió 15,1 puntos y 4,6 rebotes por partido, ayudando a su equipo a conseguir el campeonato, siendo incluido además en el tercer mejor quinteto de rookies de la liga.
En agosto de 2014 fichó por el BCM Gravelines de la liga francesa, donde jugó 13 partidos, promediando 7,7 puntos y 2,9 rebotes, antes de ser despedido en el mes de diciembre.
En 2015 fichó por el Maccabi Kiryat Gat israelí, pero solo disputó siete partidos, en los que promedió 8,6 puntos y 3,8 rebotes. En enero de 2016 firmó con el BC Körmend de la liga húngara, acabando la temporada con unos promedios de 15,7 puntos y 5,0 rebotes por partido.
El 31 de octubre de 2016 regresó de nuevo a los Fort Wayne Mad Ants. El 21 d febrero de 2018 firmó un contrato por diez días con Indiana Pacers de la NBA]].